# Barco griego
El barco griego (en persa: کشتی یونانی, Kešti-ye Yunāni) es el apodo de un carguero, el Khoula F, que ha estado varado en la costa suroeste de la isla de Kish, Irán, desde 1966. Fue construido en 1943 por el astillero británico William Hamilton and Company en Port Glasgow, Escocia, bajo el nombre de Empire Trumpet. De 1946 a 1966, pasó por una serie de propietarios británicos e iraníes y varios cambios de nombre. Sus propietarios finales fueron griegos.

## Hundimiento

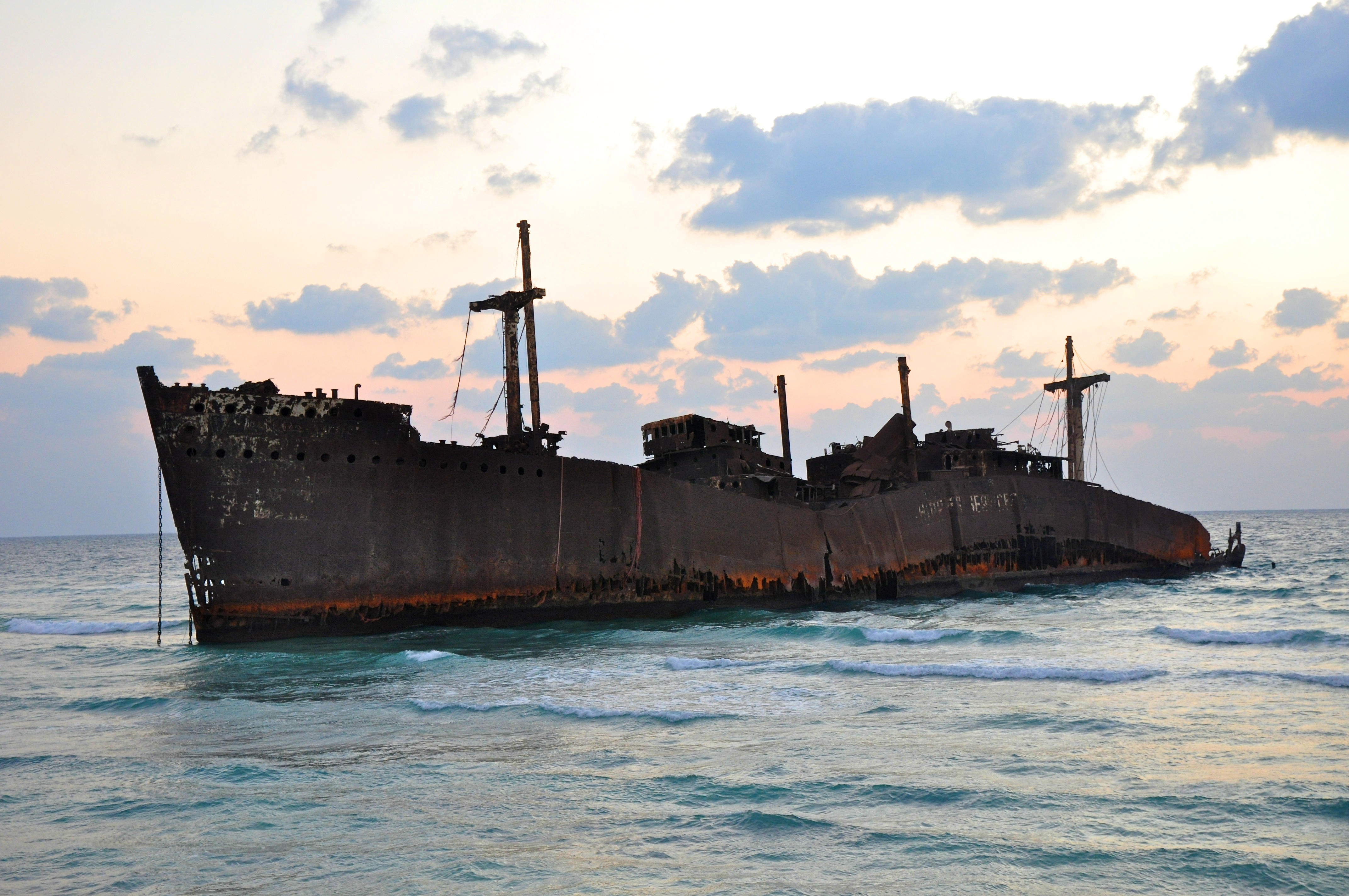
Khoula F, el "Barco griego", en la isla de Kish, año 2011

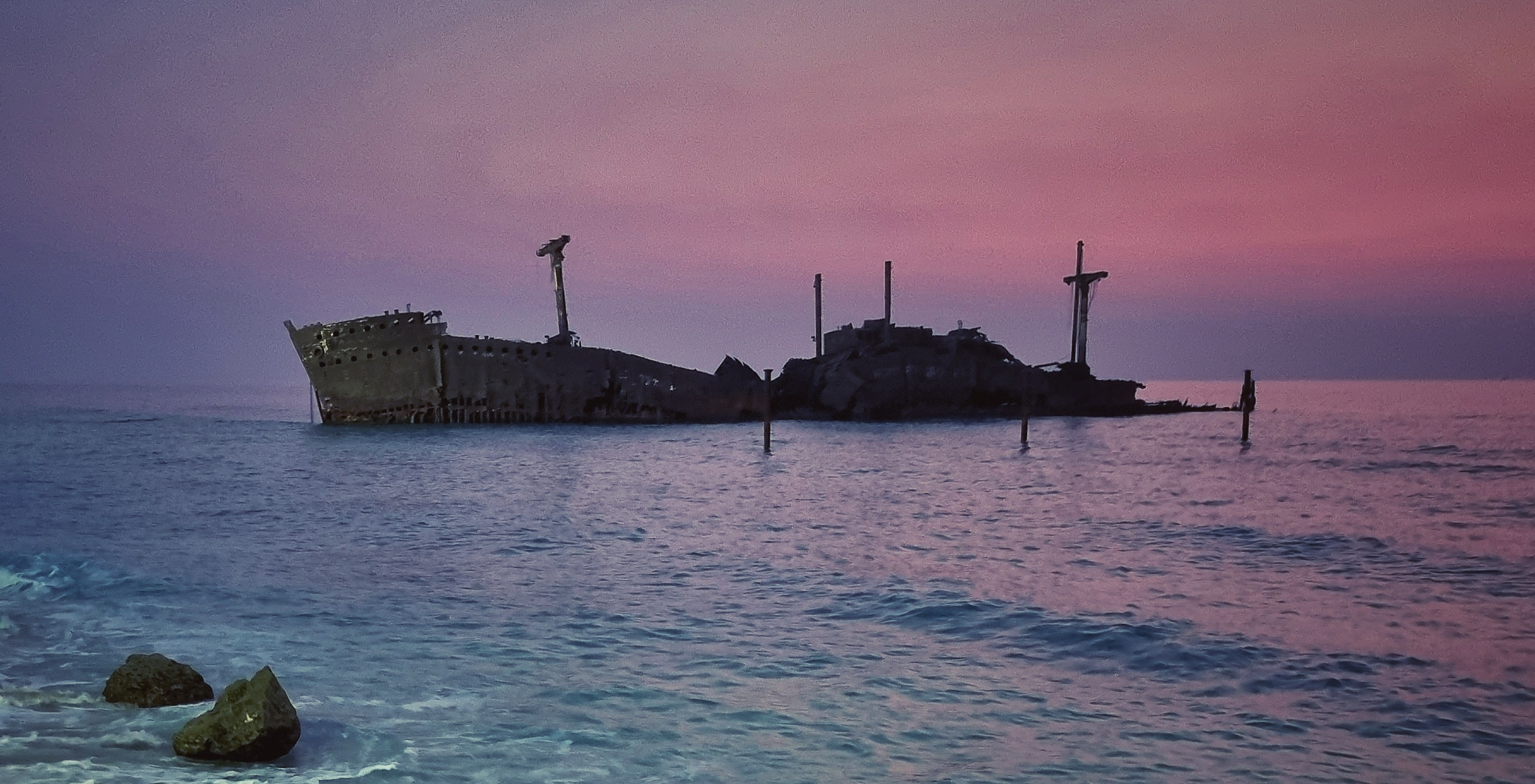
Estado del pecio del buque en 2023.

El 25 de julio de 1966, el Koula F encalló en la costa sudoeste de la isla de Kish, en el golfo Pérsico. El remolcador de salvamento holandés Orinoco intentó reflotar el barco, pero no tuvo éxito.  Las aseguradoras declararon al Khoula F pérdida total y ha permanecido varado desde entonces.  El estado del barco se ha deteriorado y su popa ha comenzado a romperse. El barco atrae a turistas que vienen a verlo al atardecer.